# تاريخ فنزويلا

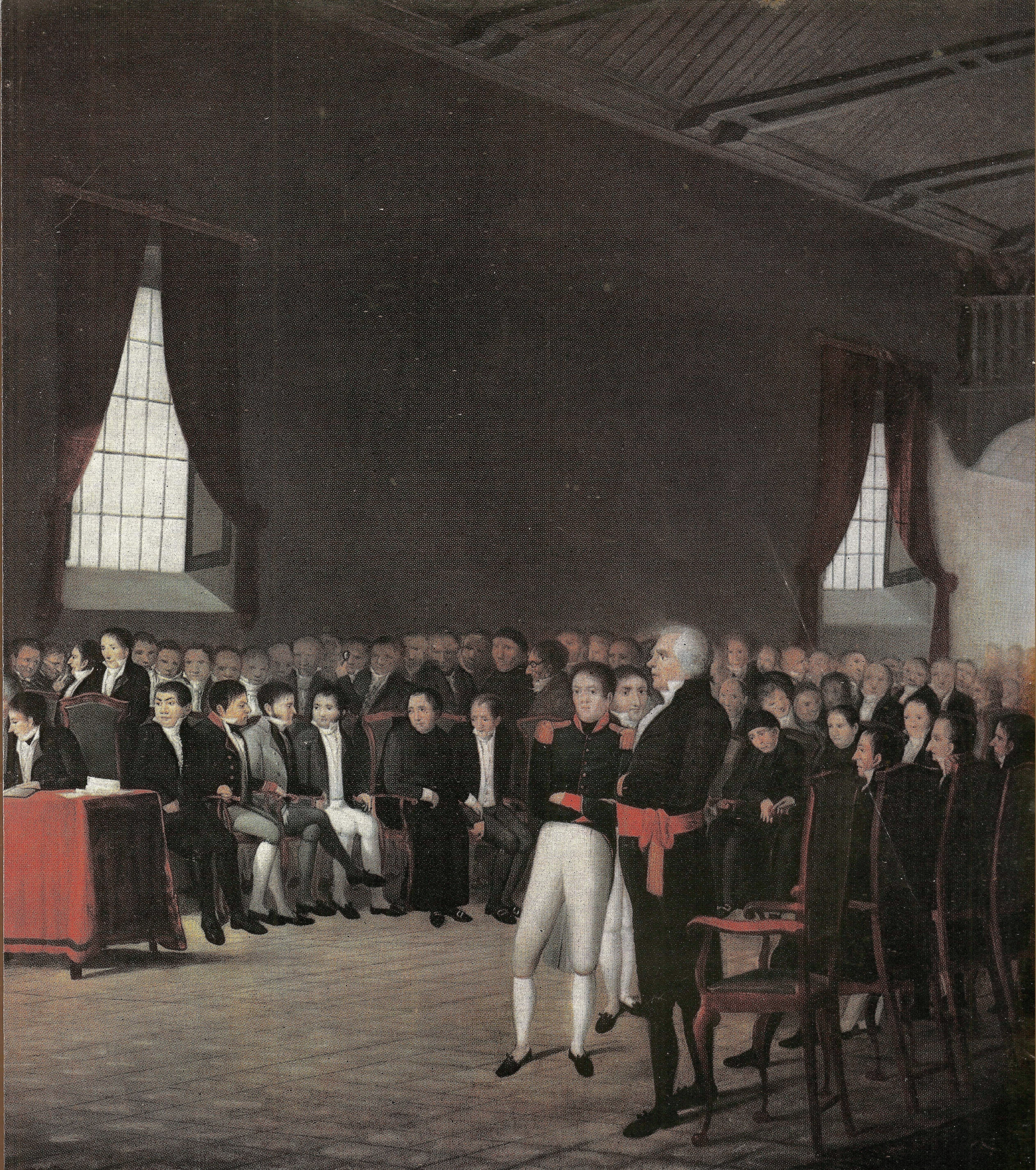

يعكس تاريخ فنزويلا الأحداث التي وقعت في المناطق التي استعمرتها إسبانيا في الأمريكتين ابتداءً من عام 1522، وسط مقاومة الشعوب الأصلية، بقيادة القادة الأصليين (الكاسيكي)، مثل غوايكايبورو وتاماناكو. ومع ذلك، في منطقة الأنديز غرب فنزويلا، ازدهرت الحضارة الأندية المعقدة لشعب تيموتو كويكا قبل الاتصال الأوروبي. في عام 1811، أصبحت فنزويلا واحدةً من أُوَل المستعمرات الإسبانية الأمريكية التي أعلنت استقلالها والذي لم ترسُ دعائمه حتى عام 1821، عندما أصبحت فنزويلا إدارة تابعة لجمهورية كولومبيا الكبرى الاتحادية. حصلت على استقلالها التام بوصفها دولةً منفصلة في عام 1830. خلال القرن التاسع عشر، عانت فنزويلا الاضطرابات السياسية والاستبداد، إذ رزحت تحت هيمنة القادة العسكريين المحليين (الكوديلو) حتى منتصف القرن العشرين. منذ عام 1958، تعاقبت على حكم البلاد سلسلة من الحكومات الديمقراطية. أدت الصدمات الاقتصادية في ثمانينيات القرن العشرين وتسعينياته إلى العديد من الأزمات السياسية، بما فيها أعمال الشغب المدمرة عام 1989 التي سميت كاراكازو، ومحاولتان للانقلاب في عام 1992، وعزل الرئيس كارلوس أندريس بيريز بتهمة اختلاس الأموال العامة في عام 1993. شهدت أزمة انهيار الثقة في الأحزاب الحالية انتخاب هوغو شافيز -الضابط السابق المشارك في الانقلاب- في عام 1998 وانطلاق الثورة البوليفارية، بدءًا من إنشاء الجمعية التأسيسية عام 1999 لكتابة دستور جديد لفنزويلا. غيّر هذا الدستور الجديد اسم البلاد رسميًا إلى جمهورية فنزويلا البوليفارية.

## العصر ما قبل الكولومبي في فنزويلا
اكتشف علماء الآثار أدلة على وجود أقدم سكان معروفين في المنطقة الفنزويلية مثل أدوات الرقائق الحجرية ذات الأشكال الورقية، بالإضافة إلى أدوات التقطيع والسحج المحدبة المستوية المكتشفة على المدرجات النهرية المرتفعة لنهر بيدريغال غرب فنزويلا. اكتُشفت أدوات صيد تعود إلى مرحلة البليستوسين المتأخر، بما فيها رؤوس الرماح، في موقع مشابه شمال غرب فنزويلا يُعرف باسم إل جوبو. وفقًا للتأريخ بالكربون المشع، يعود تاريخ هذه الأدوات إلى الفترة بين عامي 15,000 و9,000 قبل الميلاد. تُعد تايما تايما ومواكو وإل جوبو في ولاية فالكون من المواقع التي عُثر فيها على أدوات أثرية تعود إلى تلك الفترات. تعايشت هذه المجموعات البشرية مع الحيوانات الضخمة مثل البهضم وأخدوديات الأسنان والتوكسودون. يحدد علماء الآثار امتداد فترة الهنود الوسطى منذ 9,000-7,000 وحتى 1000 قبل الميلاد. في هذه الفترة، بدأ الصيادون وجامعو الحيوانات الضخمة بالاعتماد على مصادر الغذاء الأخرى وأنشؤوا الهياكل القبلية الأولى.
يُقدر عدد سكان فنزويلا في العصر ما قبل الكولومبي بمليون نسمة تقريبًا. بالإضافة إلى الشعوب الأصلية المعروفة اليوم، شمل السكان مجموعات تاريخية مثل كالينا (الكاريبيون)، وكيكويشياو، وأواكيه، وماريش، وتيموتو كويكا. كانت حضارة تيموتو كويكا من أكثر المجتمعات تعقيدًا في فنزويلا في العصر ما قبل الكولومبي، وذلك بقراهم الدائمة المخطّط لها مسبقًا، والمحاطة بالحقول المتدرجة المروية وخزانات المياه. صُنعت منازلهم بشكل رئيسي من الحجر والخشب بأسقف من القش. كانوا مسالمين، في الغالب، واعتمدوا على زراعة المحاصيل. شملت المحاصيل المحلية البطاطا والأولوكوس. تركوا وراءهم أعمالًا فنية، ولا سيما الخزف المجسم، ولكن دون وجود صروح رئيسية. غزلوا ألياف الخضروات للحصول على المنسوجات والحصير لبيوتهم. يُنسب إليهم الفضل في اختراع خبز آريبا، وهو عنصر أساسي في المطبخ الفنزويلي.
يحدّد علماء الآثار فترة الهنود الجديدة ابتداءً من عام 1000 ميلادي تقريبًا، والتي تنتهي مع الغزو الأوروبي وفترة الاستعمار. في القرن السادس عشر، عندما بدأ الاستعمار الإسباني غزو الأراضي الفنزويلية، انخفض عدد سكان العديد من الشعوب الأصلية، مثل الماريش (أحفاد الكاريبيين). حاول القادة المحليون (الكاسيكي)، مثل غوايكايبورو وتاماناكو، مقاومة التوغّل الإسباني، لكنهم خضعوا في النهاية أمام الوافدين الجدد. يتفق المؤرخون على أن مؤسس كاراكاس، دييغو دي لوسادا، قتل تاماناكو في النهاية.

## الحكم الإسباني
أبحر كريستوفر كولومبوس على طول الساحل الشرقي لفنزويلا في رحلته الثالثة عام 1498، وهي الرحلة الوحيدة -من أصل أربع رحلات له- التي يصل فيها إلى البر الرئيسي لأمريكا الجنوبية. اكتشفت هذه البعثة ما يسمى «جزر اللؤلؤ» في كوباغوا ومارغريتا قبالة الساحل الشمالي الشرقي لفنزويلا. عادت البعثات الإسبانية في وقت لاحق لاستغلال محار هذه الجزر الوفير باللؤلؤ، واستعباد سكان الجزر الأصليين وجمع اللؤلؤ بشكل مكثف. أصبح اللؤلؤ أحد أغلى موارد الإمبراطورية الإسبانية في الأمريكتين بين عامي 1508 و1531، في الوقت الذي تدهور فيه عدد السكان الأصليين ومحار اللؤلؤ.
أطلقت البعثة الإسبانية الثانية بقيادة ألونسو دي أوخيدا، التي أبحرت على طول الساحل الشمالي لأمريكا الجنوبية في عام 1499، اسم فنزويلا («البندقية الصغيرة» بالإسبانية) على خليج فنزويلا؛ بسبب تشابهه مع المدينة الايطالية.
بدأ استعمار إسبانيا برَّ فنزويلا الرئيسي في عام 1502. أنشأت إسبانيا أول مستوطنة دائمة لها في أمريكا الجنوبية في ما أصبحت مدينة كومانا. عند وصول الإسبان، عاش السكان الأصليون بشكل رئيسي في مجموعات بصفتهم مزارعين وصيادين، على طول الساحل وفي سلسلة جبال الأنديز وعلى طول نهر أورينوكو.
كانت كلاين فينيديغ (البندقية الصغيرة) الجزء الأهم للاستعمار الألماني في الأمريكتين، منذ عام 1528 وحتى عام 1546، إذ حصلت عائلة فلسر المصرفية من أوغسبورغ على حقوق استعمارية في محافظة فنزويلا مقابل الديون المستحقة على كارلوس الأول ملك إسبانيا. كان الدافع الأساسي هو البحث عن المدينة الذهبية الأسطورية إل دورادو. ترأس المشروع في البداية أمبروسيوس إيهينغر، الذي أسس ماراكايبو في عام 1529. بعد وفاة إيهينغر أولًا ثم خلفِه جورج فون شباير، واصل فيليب فون هوتين الاستكشاف في المناطق الداخلية، وفي غيابه عن عاصمة المحافظة، ادعى أعضاء تاج إسبانيا (الملكية في إسبانيا) حقهم في تعيين الحاكم. عند عودة هوتن إلى العاصمة سانتا آنا دي كورو في عام 1546، أعدم الحاكم الإسباني خوان دي كارفاغال كلًا من هوتن وبارثولوموس السادس فسلر. ألغى كارلوس الأول في وقت لاحق ميثاق فلسر.
بحلول منتصف القرن السادس عشر، لم يكن هناك أكثر من ألفَي أوروبي يعيشون في المنطقة التي أصبحت فنزويلا. أدى فتح مناجم الذهب في عام 1632 في ياراكوي إلى إدخال العبودية، والتي طالت في البداية السكان الأصليين، ثم الأفارقة المستوردين. كانت تربية الماشية أول نجاح اقتصادي حقيقي للمستعمرة، إذ ساعدت على تربيتها السهول العشبية المعروفة باسم لانوس. تتمثّل الإقطاعية البدائية بالمجتمع الذي تطور بفضل بعض ملاك الأراضي الإسبان ورعاة الماشية الأصليين المنتشرين على نطاق واسع على الخيول التي جلبتها إسبانيا، وهي بالتأكيد مفهوم مؤثر في الخيال الإسباني في القرن السادس عشر (ربما على نحو مفيد أكثر) ويحمل مقارنة من الناحية الاقتصادية مع الأملاك الشاسعة في العصور القديمة.
خلال القرنين السادس عشر والسابع عشر، عانت المدن التي تشكل فنزويلا اليوم إهمالًا نسبيًا، إذ أبدت النيابتان الملكيتان على إسبانيا الجديدة وبيرو (اللتان تقعان على الأراضي التي شغلتها عاصمتا الأزتيك والأنكا، على التوالي) اهتمامًا أكبر بمناجم الذهب والفضة القريبة مقارنة باهتمامها بالمجتمعات الزراعية البعيدة في فنزويلا. انتقلت الوصاية على الأراضي الفنزويلية بين النيابتين.
في القرن الثامن عشر، تشكل مجتمع فنزويلي آخر على طول الساحل مع إنشاء مزارع الكاكاو التي عمل فيها عدد أكبر بكثير من العبيد الأفارقة المستوردين. عمل عدد كبير من العبيد السود أيضًا في مزارع (هاسيندا) سهول لانوس العشبية. هاجر بحكم الضرورة معظم الهنود الأمريكيين الذين ما زالوا على قيد الحياة إلى السهول والغابات في الجنوب، والتي حظيت باهتمام الرهبان الإسبان فقط، خاصة الفرنسيسكان أو الكبّوشيين، الذين عملوا على تجميع قواعد اللغة والقواميس الصغيرة لبعض من لغاتهم. تطورت أهمّ ميسيون (اسم منطقة نشاط الراهب) في سان تومي في منطقة غوايانا.

## استقلال فنزويلا
وصلت أخبار عن مشاكل إسبانيا في 1808 في الحروب النابليونية إلى كراكاس، ولكن في 19 أبريل 1810 فقط قرر مجلس المدينة أن يحذو حذو المقاطعات الإسبانية قبل ذلك بعامين. في 5 يوليو 1811، أعلنت سبع من المقاطعات العشر التابعة للنقيب العام لفنزويلا استقلالها في إعلان الاستقلال الفنزويلي. فقدت جمهورية فنزويلا الأولى عام 1812 بعد زلزال كراكاس عام 1812 ومعركة لا فيكتوريا (1812). قاد سيمون بوليفار حملة رائعة لاستعادة فنزويلا، وإنشاء جمهورية فنزويلا الثانية عام 1813؛ لكن هذا لم يدم أيضًا، إذ سقط في مزيج من الانتفاضة المحلية واستعادة الملكية الإسبانية. فقط كجزء من حملة بوليفار لتحرير غرناطة الجديدة في 1819-1820 حققت فنزويلا استقلالًا دائمًا عن إسبانيا (في البداية كجزء من غران كولومبيا).
في 17 ديسمبر 1819، أعلن كونغرس أنغوستورا غران كولومبيا دولةً مستقلة. بعد عامين آخرين من الحرب، حصلت البلاد على استقلالها عن إسبانيا في عام 1821 تحت قيادة ابنها الأكثر شهرة، سيمون بوليفار. شكلت فنزويلا، إلى جانب البلدان الحالية لكولومبيا وبنما والإكوادور، جزءًا من جمهورية كولومبيا الكبرى حتى عام 1830، عندما أصبحت فنزويلا دولة مستقلة ذات سيادة.

### الجمهورية الأولى
بدأ بعض الفنزويليين في مقاومة السيطرة الاستعمارية في نهاية القرن الثامن عشر. ساهم إهمال إسبانيا لمستعمرتها الفنزويلية في زيادة حماس المثقفين الفنزويليين للتعلم. كان لدى المستعمرة مصادر معلومات خارجية أكثر من التبعيات الإسبانية الأكثر أهمية، دون استبعاد نواب الملك، على الرغم من أنه لا ينبغي للمرء أن يفكر في هذه النقطة، فقط مانتوانوس (اسم فنزويلي للنخبة الكريولية البيضاء) كان لديهم حق الوصول إلى تعليم قوي. (اسم آخر لفئة المانتوانوس، هو غرانديز كاكوس، يعكس مصدر ثروتهم. حتى يومنا هذا، يمكن أن ينطبق المصطلح في فنزويلا على شخص مغرور). أظهر المانتوانوس أنفسهم متغطرسين، ومتعجرفين، ومتحمسين في تأكيد امتيازاتهم ضد أغلبية الباردو (مختلطي العرق) من السكان.
وقعت أول مؤامرة منظمة ضد النظام الاستعماري في فنزويلا عام 1797، ونظمها مانويل جوال وخوسيه ماريا إسبانيا. لقد استوحى الأمر بشكل مباشر من الثورة الفرنسية، لكنه أخمِد بالتعاون مع المانتوانو لأنه روج لتغييرات اجتماعية جذرية.
لقد زرعت الأحداث الأوروبية بذور إعلان فنزويلا استقلالها. لم تضعف الحروب النابليونية في أوروبا القوة الإمبريالية لإسبانيا فحسب، بل وضعت بريطانيا (بشكل غير رسمي) في صف حركة الاستقلال. في مايو 1808، طالب نابليون وحصل على تنازل فرديناند السابع ملك إسبانيا وتأكيد تنازل والد فرديناند تشارلز الرابع. ثم عين نابليون ملكًا لإسبانيا شقيقه جوزيف بونابرت. كان ذلك بمثابة بداية حرب الاستقلال الإسبانية من الهيمنة الفرنسية والاحتلال الجزئي قبل أن تبدأ حروب الاستقلال الإسبانية الأمريكية. تشكلت النقطة المحورية للمقاومة السياسية الإسبانية، المجلس العسكري المركزي الأعلى، للحكم باسم فرديناند. أول هزيمة كبرى تعرضت لها فرنسا النابليونية حدثت في معركة بيلين في الأندلس (يوليو 1808). على الرغم من هذا الانتصار الإسباني، سرعان ما استعاد الفرنسيون زمام المبادرة وتقدموا إلى جنوب إسبانيا. اضطرت الحكومة الإسبانية إلى التراجع إلى معقل جزيرة قادش. حل المجلس العسكري المركزي الأعلى نفسه وأنشأ أوصياء من خمسة أشخاص للتعامل مع شؤون الدولة حتى يجتمع نواب كورتيس قادش.
وصلت كلمة عن مشاكل إسبانيا في 1808 في الحروب النابليونية إلى كراكاس، ولكن في 19 أبريل 1810 فقط قرر مجلس المدينة أن يحذو حذو المقاطعات الإسبانية قبل ذلك بعامين. حذت عواصم المقاطعات الأخرى -برشلونة وكومانا وميريدا وتروجيلو من بينها- حذوها. على الرغم من أن المجلس العسكري الجديد في كاراكاس كان لديه أعضاء معينون بأنفسهم من النخبة الذين ادعوا أنهم يمثلون الباردو (السود الأحرار وحتى العبيد)، واجهت الحكومة الجديدة في النهاية التحدي المتمثل في الحفاظ على التحالف مع الباردو. بالنظر إلى التاريخ الحديث، لا تزال هذه الجماعات لديها شكاوى ضد المانتوانوس. جزء من المانتوانوس (من بينهم سيمون بوليفار البالغ من العمر 27 عامًا، المحرر المستقبلي) رأى في إنشاء المجلس العسكري كخطوة نحو الاستقلال التام. في 5 يوليو 1811، أعلنت سبع من المقاطعات العشر التابعة للنقيب العام لفنزويلا استقلالها في إعلان الاستقلال الفنزويلي.
تلا ذلك حرب الاستقلال الفنزويلية. كانت تسير بالتزامن مع غرناطة الجديدة. فقدت جمهورية فنزويلا الأولى عام 1812 بعد زلزال كراكاس عام 1812 ومعركة لا فيكتوريا.

### حملة عام 1813 والجمهورية الثانية
وصل بوليفار إلى كارتاغينا واستُقبل استقبالًا جيدًا، حيث كان في وقت لاحق في بوغوتا انضم إلى جيش مقاطعات غرناطة الجديدة. جنَّد القوة وغزا فنزويلا من الجنوب الغربي عبر عبور جبال الأنديز (1813). كان ملازمه الرئيسي خوسيه فيليكس ريباس عنيدًا. في تروخيو، إحدى مقاطعات الأنديز، أصدر بوليفار مرسومه سيئ السمعة بالحرب حتى الموت الذي كان يأمل في الحصول على الباردو وأي مانتيانو كان لديه أفكار أخرى إلى جانبه. في الوقت الذي انتصر فيه بوليفار في الغرب، كان سانتياغو مارينو ومانويل بيار، من الباردو من جزيرة كوراساو الهولندية، يقاتلون الملكيين بنجاح في شرق فنزويلا. وبسرعة فقد الأرض (مثلما كان ميراندا قبل عام) لجأ مونتيفردي إلى بويرتو كابيلو، واحتل بوليفار كاراكاس، وأعاد تأسيس الجمهورية في 6 أغسطس 1813، مع ولايتين، واحدة في الغرب يرأسها بوليفار وواحدة في الشرق برئاسة مارينو. لكن لم تكن الغزوات الناجحة ولا المرسوم الذي أصدره بوليفار يثيران تسجيلًا هائلًا للعفو في قضية الاستقلال. بالأحرى كان العكس. في ليانوس، بدأ مهاجر إسباني شعبوي، هو خوسيه توماس بوف، حركة باردو واسعة النطاق ضد الجمهورية المستعادة. احتفظ بوليفار وريباس بالدفاع عن مركز فنزويلا الذي يسيطر عليه المانتوانو. في الشرق، بدأ الملكيون باستعادة الأراضي. بعد تعرضهما لانتكاسة، انضم مارينو وبوليفار إلى قواتهما، لكنهما هُزما على يد بوفيس في عام 1814. أُجبر الجمهوريون على إخلاء كاراكاس والفرار إلى الشرق، حيث كان بيار لا يزال صامدًا في ميناء كاروبانو. ومع ذلك، لم يقبل بيار القيادة العليا لبوليفار، ومرة أخرى غادر بوليفار فنزويلا وذهب إلى غرناطة الجديدة (1815).

### كولومبيا الكبرى وحملة بوليفار لتحرير غرناطة الجديدة
في إسبانيا عام 1820، أنشأت الأقسام الليبرالية من الجيش تحت قيادة رافائيل ديل رييجو نظامًا ملكيًا دستوريًا، ما حال دون الغزوات الإسبانية الجديدة لأمريكا. قبل استدعائه لإسبانيا، وقع موريللو هدنة مع بوليفار. ترك موريللو ميغيل دي لا توري في قيادة القوات الملكية.
انتهت الهدنة في عام 1821 وفي حملة بوليفار لتحرير غرناطة الجديدة، جعل بوليفار جميع القوات المتاحة تتلاقى في كارابوبو، سهل التلال بالقرب من فالنسيا، لمواجهة دي لا توري وموراليس. حسمت هزيمة اليمين الإسباني في معركة كارابوبو، التي تُنسب إلى الجيوش البريطانية التي سقط قائدها توماس فاريار، المعركة. حاول الجنرال موراليس مع بقايا الملكيين المقاومة في بويرتو كابيلو. بعد كارابوبو، اجتمع الكونجرس في كوكوتا، مسقط رأس سانتاندير، ووافق على دستور فيدرالي لكولومبيا الكبرى. تضمنت المعارك اللاحقة انتصارًا بحريًا رئيسيًا لقوات الاستقلال في 24 يوليو 1823 في معركة بحيرة ماراكايبو وفي نوفمبر 1823 احتل خوسيه أنطونيو بايز بويرتو كابيلو، آخر معقل ملكي في فنزويلا.